# Wendy Barrien Lawrence
Wendy Barrien Lawrence (Jacksonville, Florida, 1959. július 2. –) amerikai haditengerészet kapitánya, űrhajósnő. Az első nő, aki a Haditengerészeti Akadémiát elvégezve repült az űrbe, valamint meglátogatta a Mir űrállomást.

## Életpálya
1981-ben a Haditengerészeti Akadémián (USAF Academy) mérnöki oklevelet kapott. 1982-ben kapott helikopterpilóta jogosítványt. Szolgálati repülőgépe a HSL–30 volt. Az egyik első nő, aki helikopter vezetői engedélyt kapott. 1988-ban a Massachusetts Institute of Technology (MIT) és a Woods Hole Oceanográfiai Intézet (WHOI) keretében oceanográfiából szerzett oklevelet. Több mint 1500 órát töltött a levegőben , több mint 5 helikopter változattal, több mint 800 alkalommal landolt hajó fedélzetére.
1992. március 31-től a Lyndon B. Johnson Űrközpontban részesült űrhajóskiképzésben. Az űrhajózási Hivatal megbízásából több, az űrrepüléssel kapcsolatos feladatot végzett. 1996-1997 között Moszkvában a NASA koordinációs igazgatója volt. 1996-ban kiképzésben részesült a Jurij Gagarin Űrhajóskiképző Központban. Négy űrszolgálata alatt összesen 51 napot, 3 órát és 56 percet (1227 óra) töltött a világűrben. Űrhajós pályafutását 2006 júniusában fejezte be. 2006-tól az Andrews Space Inc. vezető tanácsadója.

## Űrrepülések
- STS–67, a Endeavour űrrepülőgép 8. repülésének küldetés specialistája. Az ASTRO–2 csillagászati űreszköz kutatási programjának segítése. Első űrszolgálata alatt összesen 16 napot, 15 órát és 8 percet (399 óra) töltött a világűrben. 11 100 000 kilométert (6 900 000 mérföldet) repült, 262 kerülte meg a Földet.
- STS–86, az Atlantis űrrepülőgép 20. repülésének küldetés specialistája. A 7. randevú a Mir űrállomással. Az első amerikai űrséta (kutatás, szerelés) az űrállomáson. Második űrszolgálata alatt összesen 10 napot, 19 órát és 22 percet (259 óra) töltött a világűrben. 7 000 000 kilométert (4 300 000 mérföldet) repült, 170 kerülte meg a Földet.
- STS–91, a Discovery űrrepülőgép 24. repülésének küldetés specialistája. A 9. és egyben utolsó Shuttle–Mir program küldetés. Negyedik űrszolgálata alatt összesen 9 napot, 19 órát és 54 percet (236 óra) töltött a világűrben. 6 100 000 kilométert (3 800 000 mérföldet) repült, 155 alkalommal kerülte meg a Földet.
- STS–114, a Discovery űrrepülőgép 31. repülésének küldetés specialistája. Egy űrszolgálata alatt összesen 13 napot, 21 órát és 22 percet (333 óra) töltött a világűrben. 9 300 000 kilométert (5 800 000 mérföldet) repült, 219 alkalommal kerülte meg a Földet.